# Tim Bevan

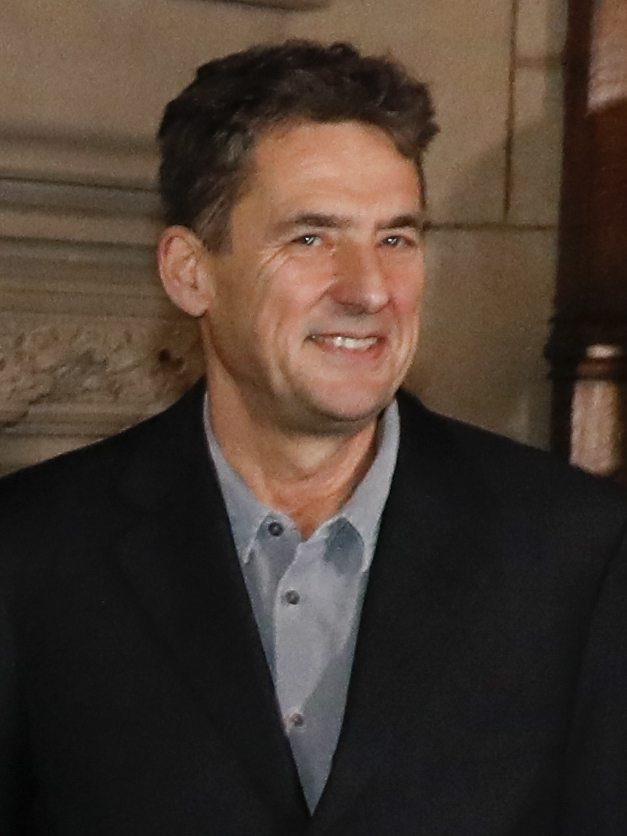
Tim Bevan

Tim Bevan (* 1958 in Queenstown, Neuseeland) ist ein neuseeländischer Filmproduzent.

## Leben und Wirken
Zusammen mit Sarah Radclyffe gründete er 1983 die Produktionsfirma Working Title Films (ursprünglich Big Science Ltd.); die erste Produktion des Unternehmens war 1984 der Kurzfilm The Man Who Shot Christmas. Seit 1992 leitet er diese zusammen mit seinem Kollegen Eric Fellner.
Tim Bevan war fünf Mal für den Oscar nominiert: 2008 für Abbitte, 1999 für Elizabeth, 2013 für Les Misérables, 2015 für Die Entdeckung der Unendlichkeit sowie 2018 für Die dunkelste Stunde. 2007 wurde er als Bester Produzent bei den London Critics Circle Film Awards ausgezeichnet.
Von 1992 bis 2001 war er mit der Schauspielerin Joely Richardson verheiratet. Ihre gemeinsame Tochter, Daisy, ist ebenfalls Schauspielerin.

## Filmografie (Auswahl)
- 1984: The Man Who Shot Christmas (Kurzfilm)
- 1985: Mein wunderbarer Waschsalon (My Beautiful Laundrette)
- 1987: Personal Service
- 1991: Robin Hood – Ein Leben für Richard Löwenherz (Robin Hood)
- 1992: Flucht aus dem Eis (Map of the Human Heart)
- 1993: Romeo Is Bleeding
- 1995: Moonlight and Valentino
- 1997: Bean – Der ultimative Katastrophenfilm (Bean)
- 1997: Heirat nicht ausgeschlossen (The MatchMaker)
- 1997: Ein Fall für die Borger (The Borrowers)
- 1998: Anwältinnen küsst man nicht (What Rats Won’t Do)
- 1998: Elizabeth
- 1998: Hi-Lo Country – Im Land der letzten Cowboys (The Hi-Lo Country)
- 1999: Plunkett & Macleane – Gegen Tod und Teufel (Plunkett & Macleane)
- 1999: Notting Hill
- 2000: High Fidelity
- 2000: In stürmischen Zeiten (The Man Who Cried)
- 2001: Bridget Jones – Schokolade zum Frühstück (Bridget Jones’s Diary)
- 2001: Corellis Mandoline (Captain Corelli’s Mandolin)
- 2002: Der Super-Guru (The Guru)
- 2002: Ali G in da House (Ali G Indahouse)
- 2003: The Shape of Things
- 2003: The Italian Job – Jagd auf Millionen (The Italian Job)
- 2003: Johnny English
- 2003: Tatsächlich… Liebe (Love Actually)
- 2004: The Calcium Kid
- 2004: Bridget Jones – Am Rande des Wahnsinns (Bridget Jones – The Edge of Reason)
- 2005: Die Dolmetscherin (The Interpreter)
- 2005: Wimbledon – Spiel, Satz und … Liebe (Wimbledon)
- 2005: Stolz und Vorurteil (Pride & Prejudice)
- 2006: Flug 93 (United 93)
- 2006: Catch a Fire
- 2006: Sixty Six
- 2007: Hot Fuzz – Zwei abgewichste Profis (Hot Fuzz)
- 2007: Mr. Bean macht Ferien (Mr. Bean’s Holiday)
- 2007: Smokin’ Aces
- 2007: Abbitte (Atonement)
- 2007: Elizabeth – Das goldene Königreich (Elizabeth: The Golden Age)
- 2008: Vielleicht, vielleicht auch nicht (Definitely, Maybe)
- 2008: Burn After Reading – Wer verbrennt sich hier die Finger? (Burn After Reading)
- 2008: Frost/Nixon
- 2009: Radio Rock Revolution (The Boat That Rocked)
- 2009: State of Play – Stand der Dinge
- 2009: Eine zauberhafte Nanny – Knall auf Fall in ein neues Abenteuer
- 2010: Green Zone
- 2010: Senna
- 2011: Dame, König, As, Spion (Tinker, Tailor, Soldier, Spy)
- 2011: Johnny English – Jetzt erst recht! (Johnny English Reborn)
- 2011: Paul – Ein Alien auf der Flucht (Paul)
- 2012: Contraband
- 2012: Der Ruf der Wale (Big Miracle)
- 2012: Anna Karenina
- 2012: Les Misérables
- 2013: The World’s End
- 2013: Das hält kein Jahr…! (I give it a year)
- 2013: Alles eine Frage der Zeit (About Time)
- 2013: Unter Beobachtung (Closed Circuit)
- 2014: Die zwei Gesichter des Januars (The Two Faces of January)
- 2014: Die Entdeckung der Unendlichkeit (The Theory of Everything)
- 2014: Trash
- 2015: We Are Your Friends
- 2015: Everest
- 2015: The Danish Girl
- 2016: Hail, Caesar!
- 2015: Legend
- 2016: Bridget Jones’ Baby (Bridget Jones’s Baby)
- 2017: Baby Driver
- 2017: Victoria & Abdul
- 2017: Die dunkelste Stunde (Darkest Hour)
- 2017: Schneemann (The Snowman)
- 2018: 7 Tage in Entebbe (7 Days in Entebbe)
- 2018: Ein letzter Job (King of Thieves)
- 2018: Johnny English – Man lebt nur dreimal (Johnny English Strikes Again)
- 2018: Maria Stuart, Königin von Schottland (Mary Queen of Scots)
- 2019: Yesterday
- 2019: Marie Curie – Elemente des Lebens (Radioactive)
- 2019: Stadtgeschichten (Tales of the City, Fernsehserie, als Ausführender Produzent)
- 2020: Emma
- 2020: The High Note
- 2020: Rebecca
- 2021: Cyrano
- 2021: Last Night in Soho
- 2022: Die Schwimmerinnen (The Swimmers)
- 2022: What’s Love Got to Do with It?
- 2022: Ticket ins Paradies (Ticket to Paradise)
- 2022: Catherine Called Birdy
- 2022: Roald Dahls Matilda – Das Musical (Roald Dahl’s Matilda the Musical)
- 2024: Drive-Away Dolls
- 2024: The Substance
- 2024: Blitz
- 2025: Bridget Jones – Verrückt nach ihm (Bridget Jones: Mad About the Boy)

## Ehrungen und Auszeichnungen
2005 wurde er von der Königin zum Commander of the Order of the British Empire (CBE) ernannt. Am 11. Juli 2013 wurde ihm die Ehrendoktorwürde der Universität York verliehen. 2013 wurde er vom Zurich Film Festival mit dem Career Achievement Award ausgezeichnet.